# Rédené
Rédené är en kommun i departementet Finistère i regionen Bretagne i västra Frankrike. Kommunen ligger i kantonen Arzano som tillhör arrondissementet Quimper. År 2022 hade Rédené 2 999 invånare.

## Befolkningsutveckling
Antalet invånare i kommunen Rédené
Referens:INSEE